# Trigonostylus verrucosus
Trigonostylus verrucosus är en mångfotingart som beskrevs av Henri W. Brölemann 1898. Trigonostylus verrucosus ingår i släktet Trigonostylus och familjen Cyrtodesmidae. Inga underarter finns listade i Catalogue of Life.